# Place de la République (Châlons-en-Champagne)
Pour les articles homonymes, voir Place de la République.
La  place de la République  est une voie de la commune de Châlons-en-Champagne, située au sein du département de la Marne, en région Champagne-Ardenne.

## Situation et accès
La place de la République appartient au centre-ville. Elle est reliée à la rue Thomas-Martin, la rue des Lombards, de l'Abbé-Lambert, Bernard-les-Bains et rue Emile-Leroy.

## Bâtiments remarquables et lieux de mémoire
Elle est un grand lieu de stationnement et possède une fontaine, le « carré d’eau », succédant à deux fontaines successives (la première datait du XIXe siècle ). Elle est citée Place du marché au blé depuis longtemps et possédait son pilori avant de devenir De la République en 1884. Elle a longtemps été renommée par l'hostellerie La Haute-Mère-Dieu qui est citée depuis 1285 et a été rénovée en 2018. Elle est entourée de nombreuses maisons à pan-de-bois.

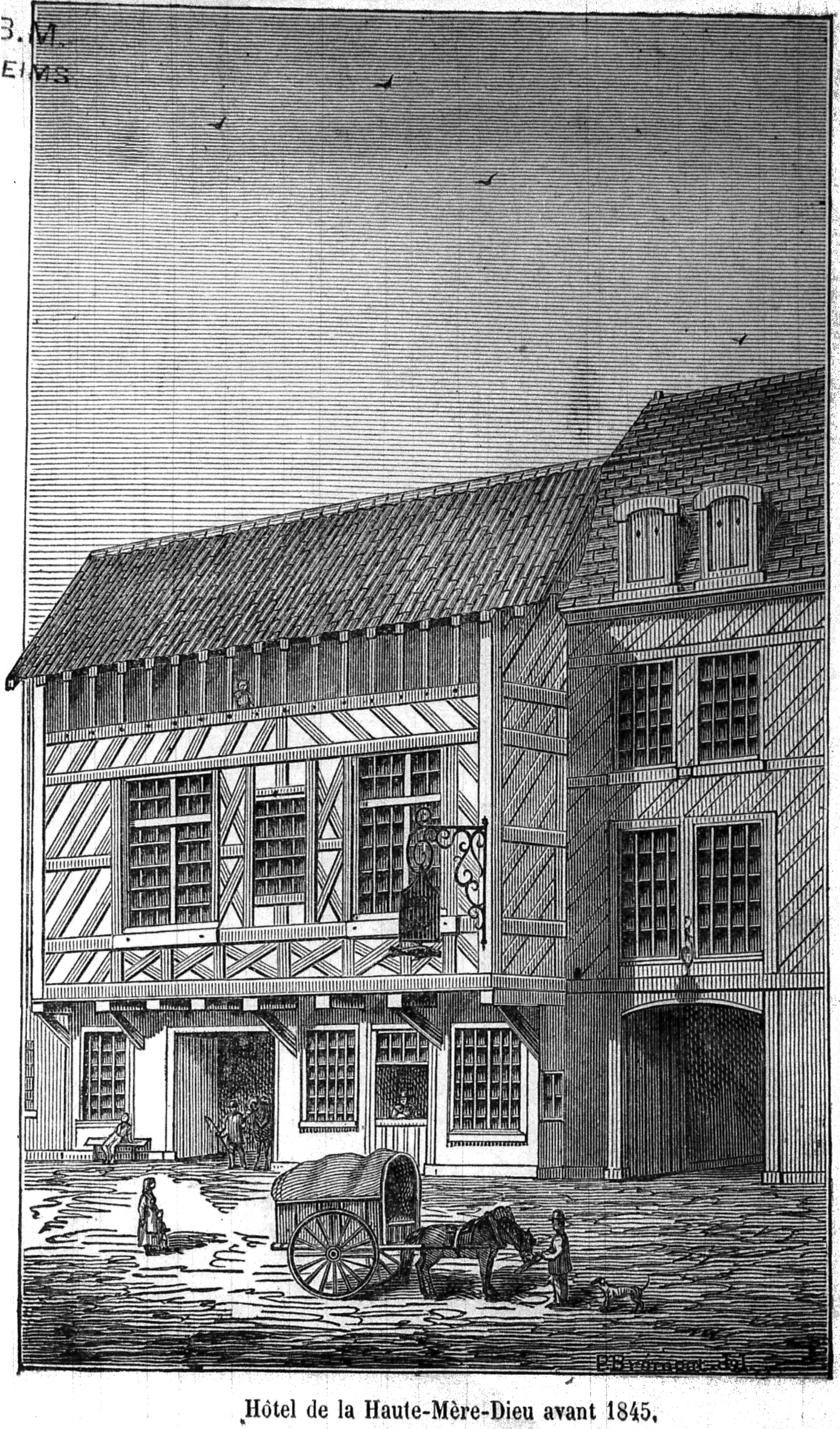
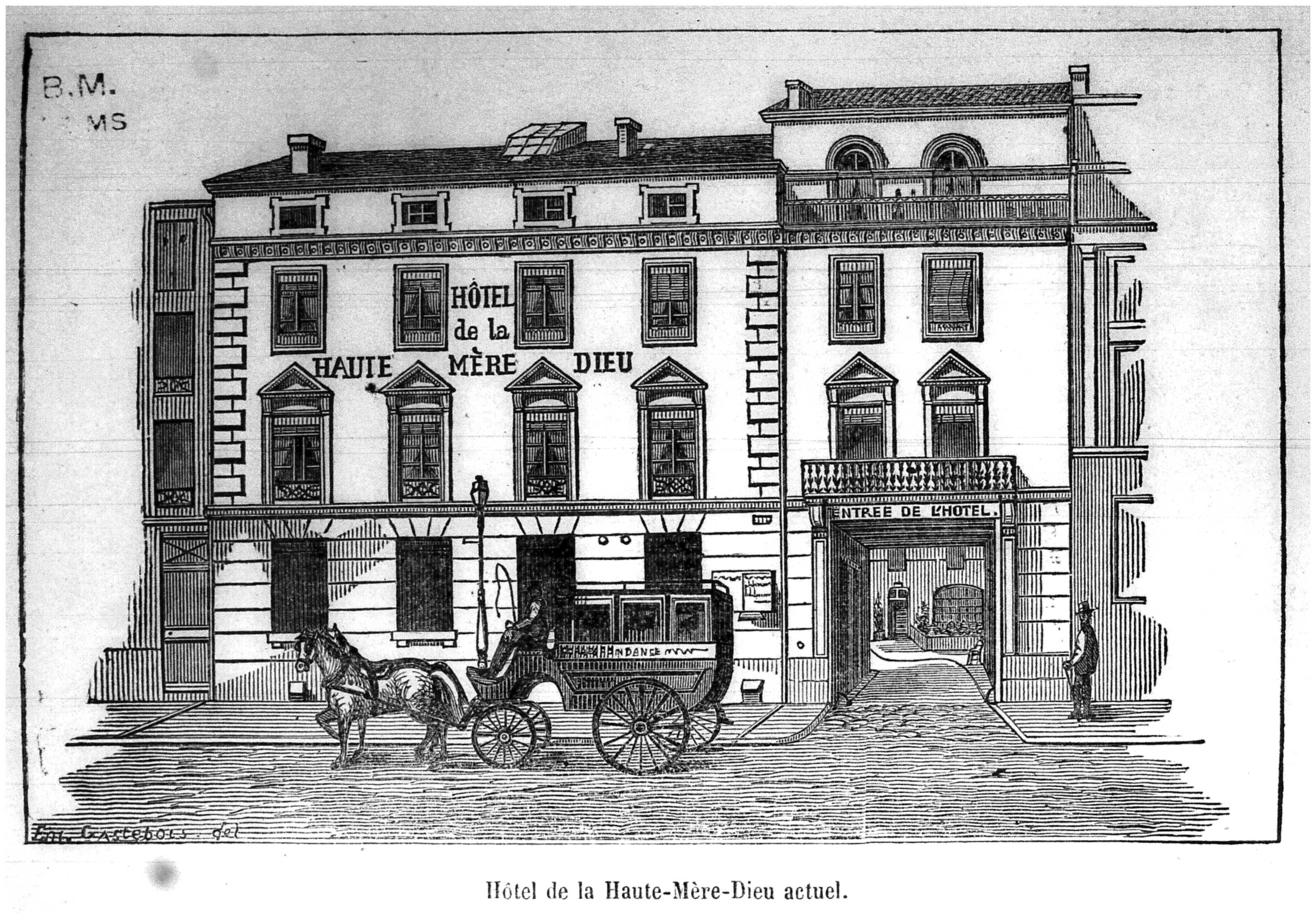
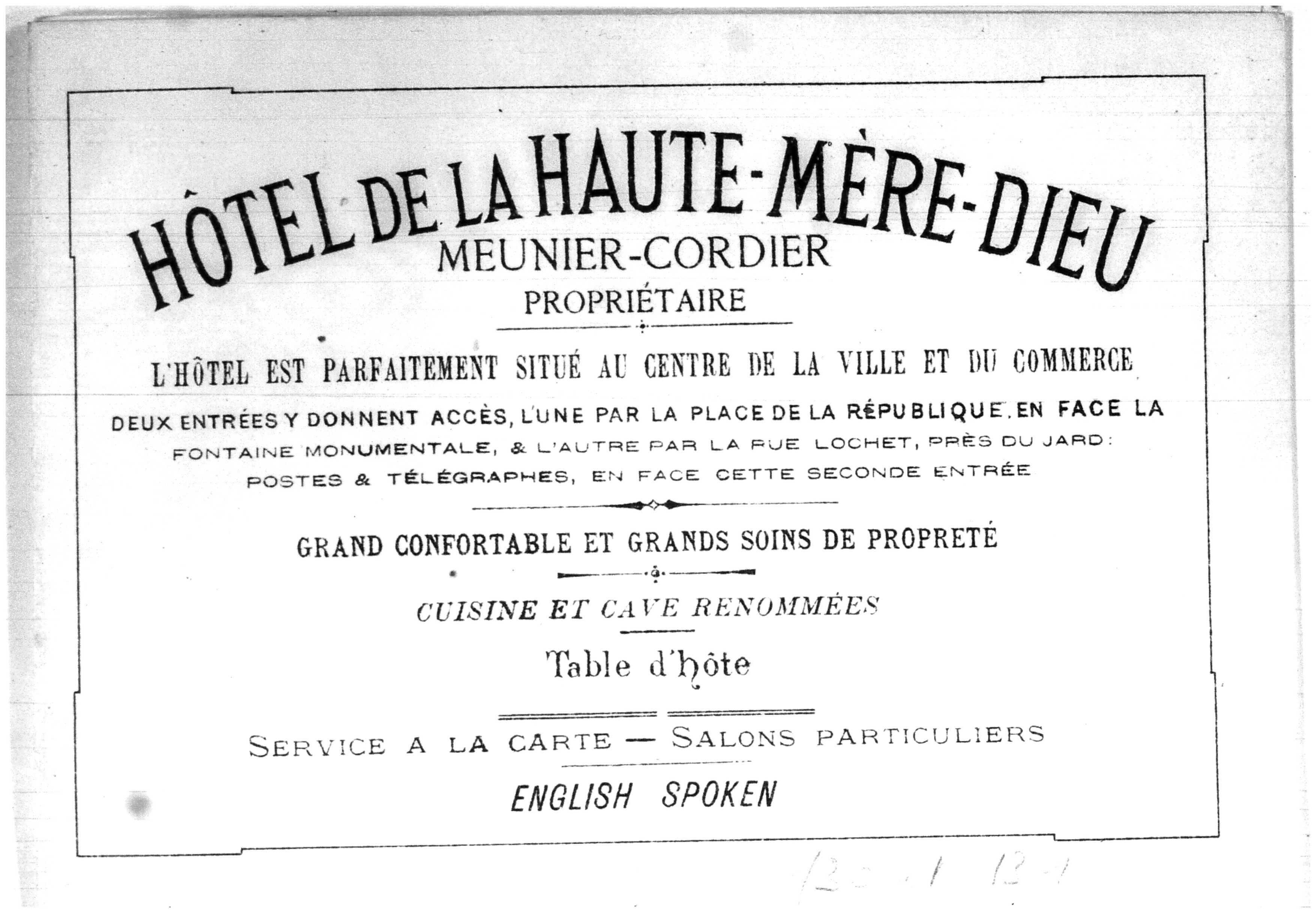
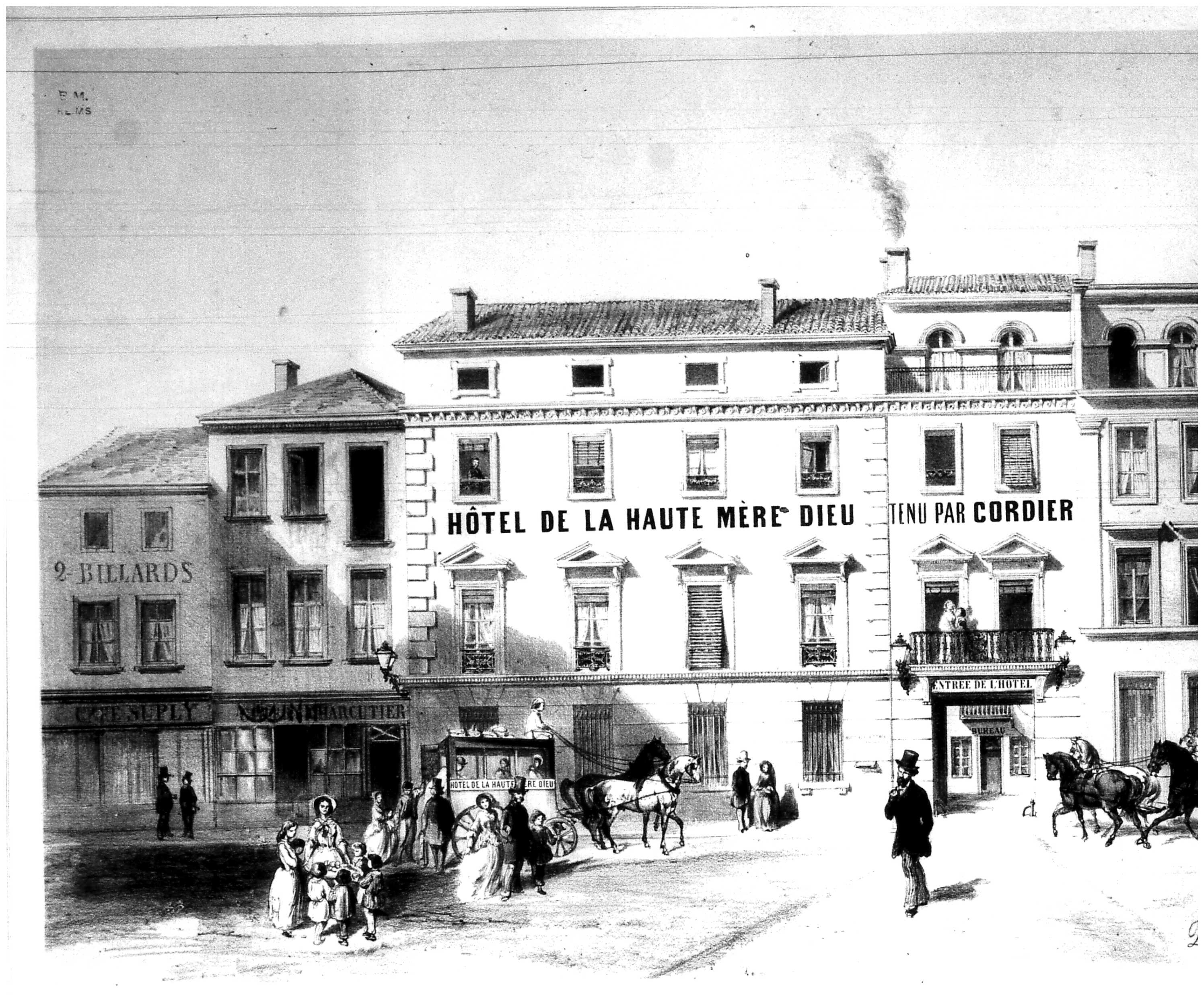

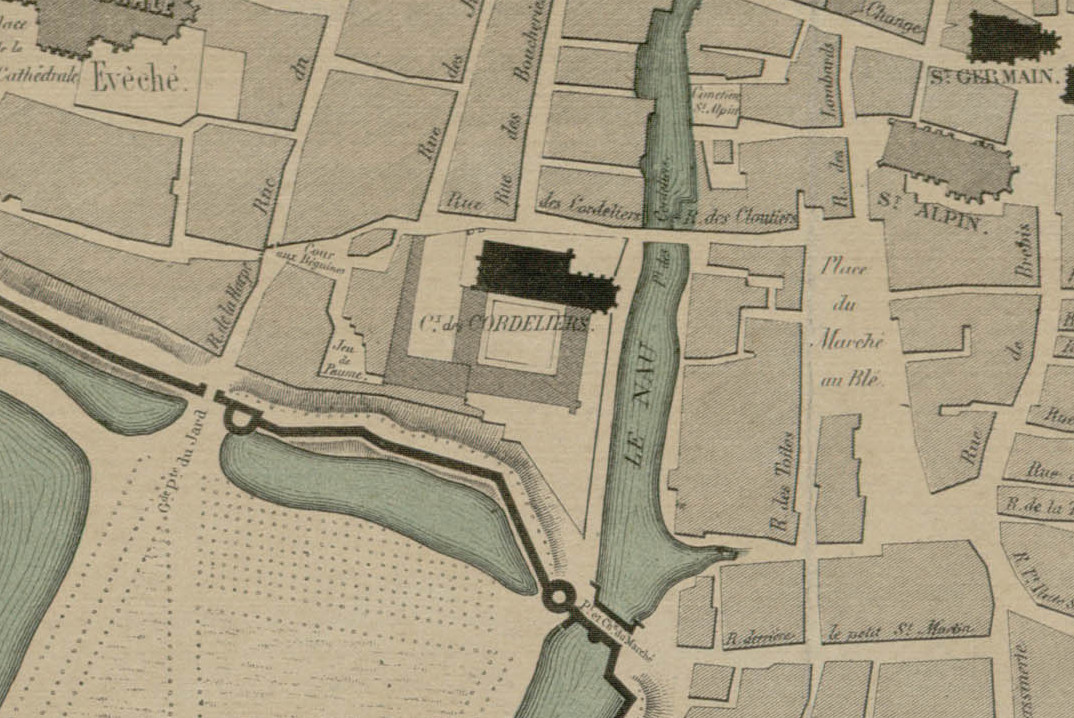
Place du marché au blé, 1755.
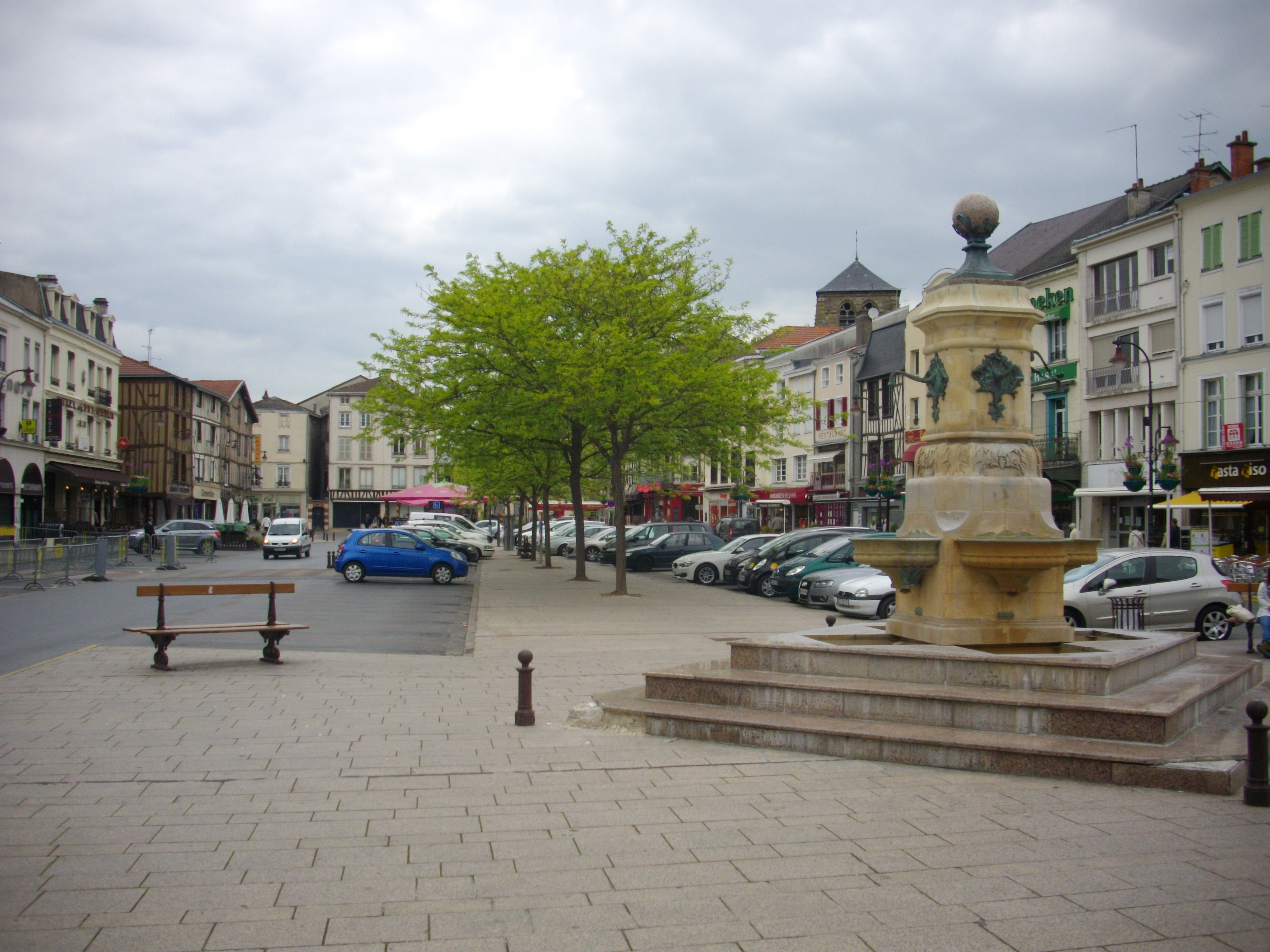
La fontaine sur la place, enlevée en 2019.
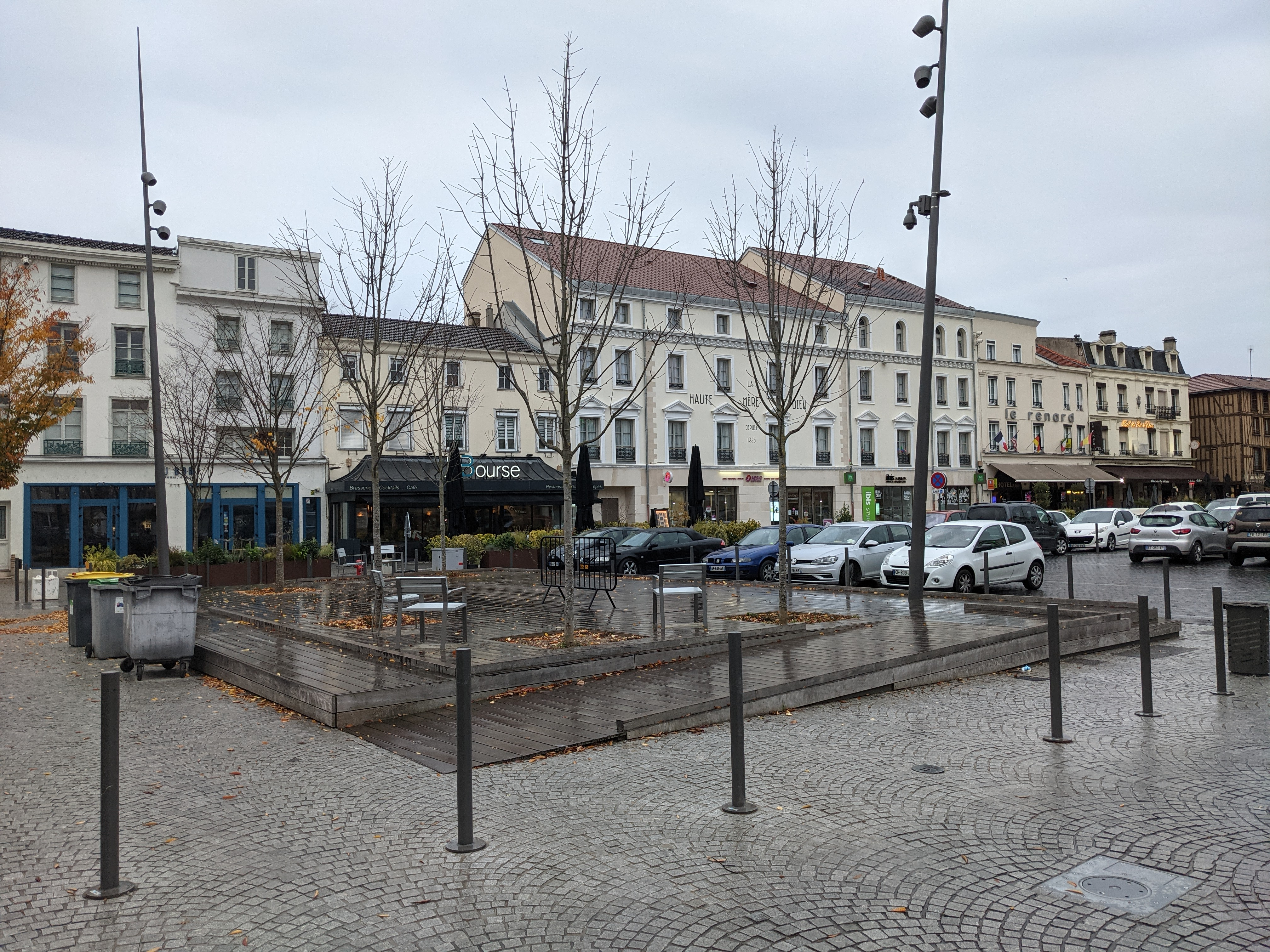
La terrasse en bois, sur l'emplacement de l'ancienne fontaine.
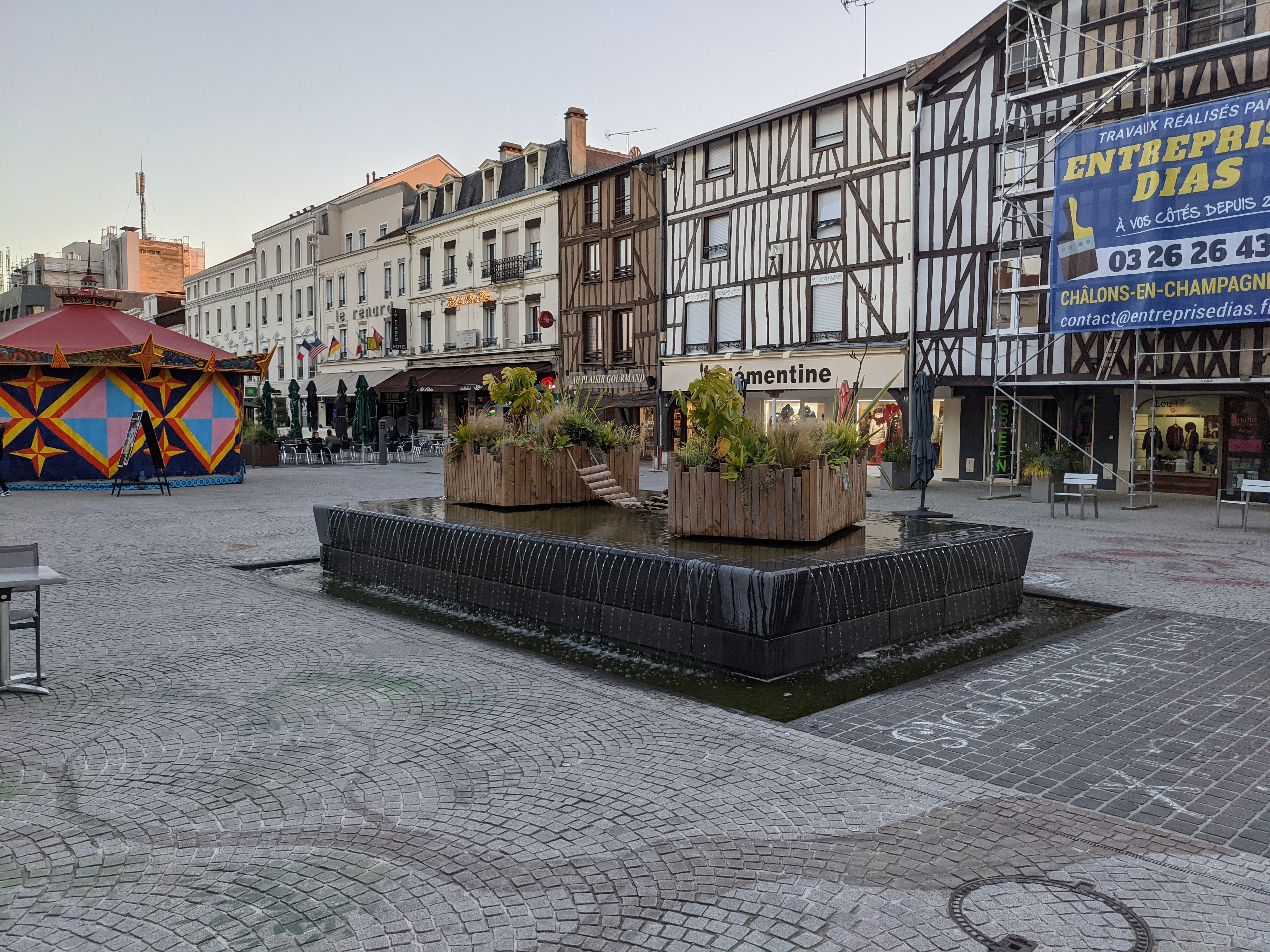
La nouvelle fontaine « le Carré d'eau ».
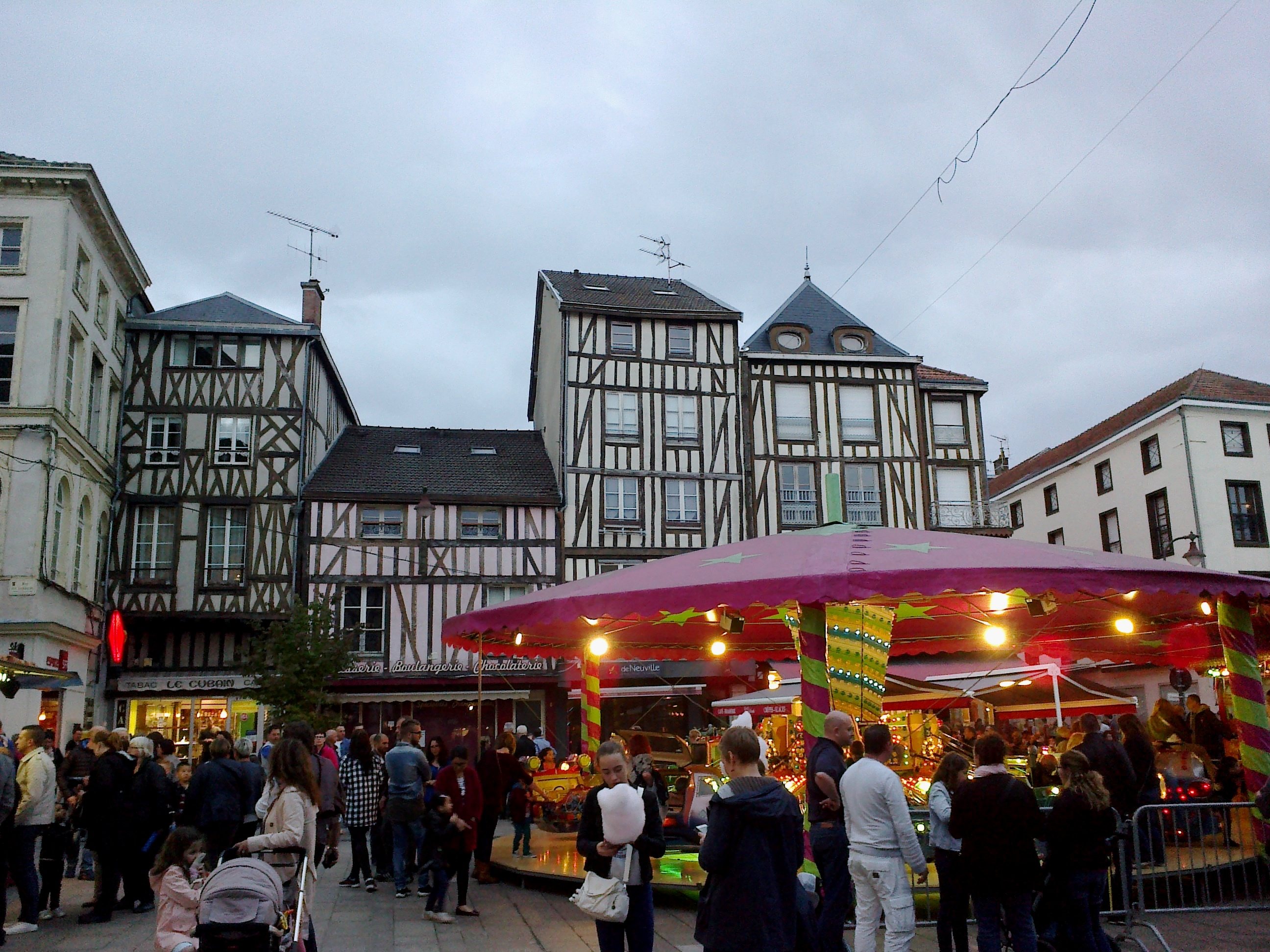
Son manège
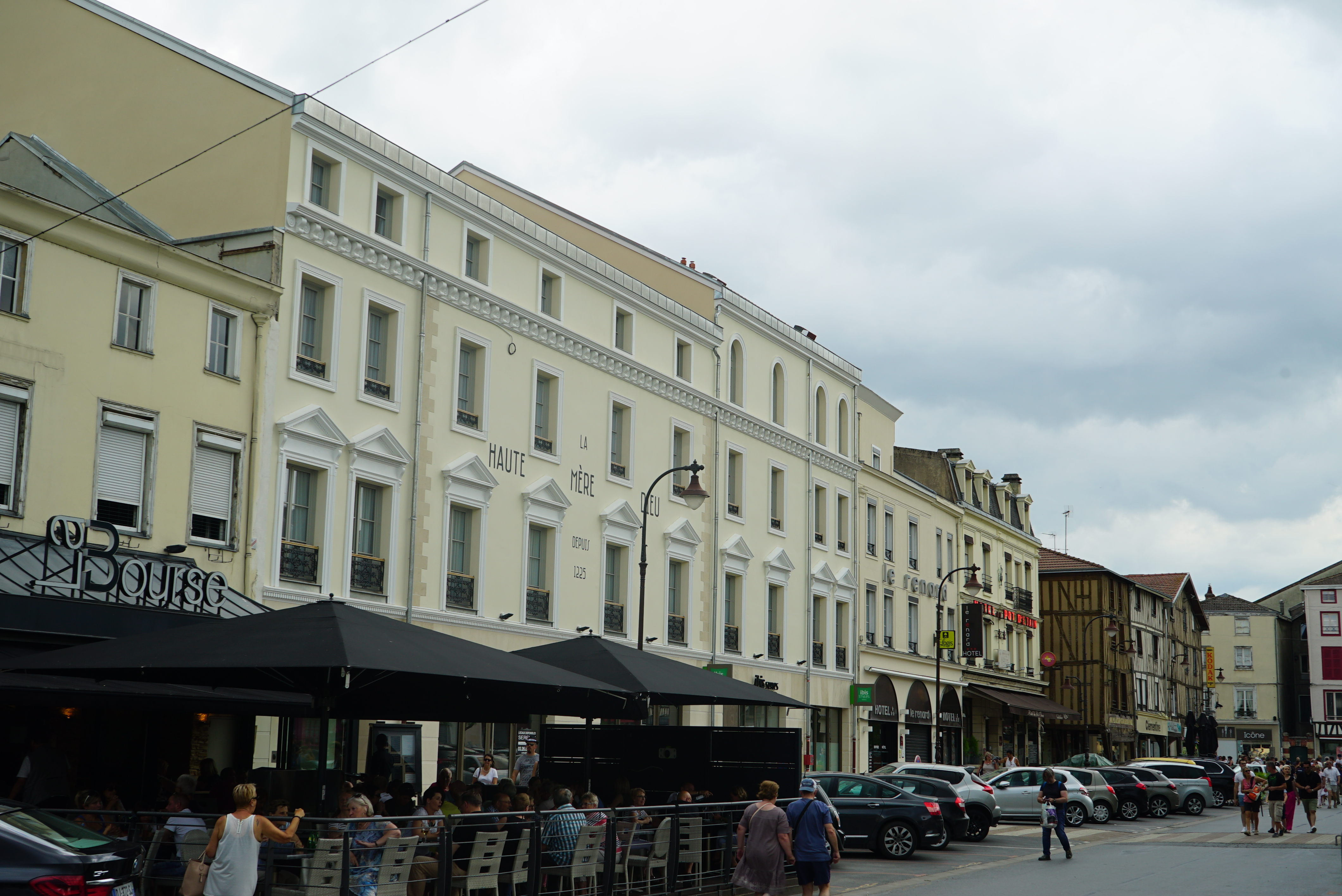
Haute Mère Dieu.